# كاميرون بروسر
كاميرون بروسر (بالإنجليزية: Cameron Prosser) (مواليد 7 مارس 1985) هو سبّاح أسترالي، مثّل بلاده في ألعاب الكومنولث 2010.

## روابط خارجية
كاميرون بروسر على موقع الاتحاد الدولي للسباحة (الإنجليزية)
- كاميرون بروسر على موقع اتحاد ألعاب الكومنولث (مؤرشف) (الإنجليزية)